# 이현주 (영화 감독)
이현주(1981년 8월 4일 ~ )는 대한민국의 영화 감독이다.

## 학력
- 단국대학교 연극영화학과 졸업
- 한국영화아카데미 연출전공 졸업

## 작품
- 《우리 결혼해요》 (2007, 단편) - 감독
- 《Distance》 (2010, 단편) - 감독
- 《바캉스》 (2014, 단편) - 감독
- 《연애담》 (2016) - 감독, 각본

## 수상 및 후보
- 2017년 제4회 들꽃영화상 극영화 신인감독상 후보
- 2017년 제53회 백상예술대상 영화 신인감독상 후보
- 2017년 제22회 춘사영화상 신인감독상 후보
- 2017년 제26회 부일영화상 신인감독상 수상
- 2017년 제38회 청룡영화상 신인감독상 수상

## 성범죄 사건
여성 영화 감독을 2015년에 성폭행(준유사강간)해 징역 2년과 집행유예 3년, 성폭력 프로그램 40시간 이수를 선고받았다. 이 사실이 알려져 올해의 여성영화인상 감독상을 박탈당했으며 영화계 은퇴를 선언했다.